# Механіка Лагранжа
Меха́ніка Лагра́нжа — одне з аналогічних до законів Ньютона формулювань класичної механіки, що використовує принцип стаціонарної дії Гамільтона — Остроградського. Лагранжева механіка застосовується до систем, в яких так чи інакше зберігається енергія або імпульс, і визначає умови зберігання енергії або імпульсу. Була запропонована французько-італійським математиком Жозефом-Луї Лагранжем у 1788 році.
У механіці Лагранжа траєкторія визначається розв'язком однієї з двох форм рівнянь Лагранжа: рівняння Лагранжа I роду, яке явно враховує зв'язки, використовуючи додаткові рівняння (зазвичай із використанням множників Лагранжа), або рівняння Лагранжа II роду, що враховує зв'язки за допомоги розумного вибору узагальнених координат. За основною лемою варіаційного числення розв'язок рівнянь Лагранжа еквівалентний до знаходження траєкторії, що залишає стаціонарним функціонал дії (інтеграл за часом від функції Лагранжа).
Використання узагальнених координат може значно спростити розв'язок рівнянь механіки, зокрема при розгляді систем із зв'язками. Розглянемо як приклад рух кульки у жолобі без тертя. Якщо розглядати кульку як матеріальну точку, то для визначення її руху необхідно розв'язати рівняння ньютонівської механіки для змінної у часі сили реакції зв'язків, яка утримує кульку в жолобі. В механіці Лагранжа розглядається безпосередньо траєкторія жолоба й обирається набір незалежних узагальнених координат, який повністю визначає можливий рух кульки. Такий вибір координат усуває потребу у використанні сили реакції зв'язків у остаточній системі механічних рівнянь. Таким чином, завдяки виключенню з рівнянь явного врахування реакції жолоба на кульку остаточна кількість рівнянь зменшується.

## Фундаментальні поняття

### Узагальнені координати

#### Термінологія й концепція
Для окремої частинки, що знаходиться під дією зовнішніх сил, можна отримати за другим законом Ньютона систему трьох диференціальних рівнянь другого порядку, по одному для кожного виміру. Отже, рух такої частинки повністю визначатиметься шістьма незалежними змінними: трьома початковими координатами й трьома початковими швидкостями. Враховуючи це, зрозуміло, що загальні розв'язки рівнянь Ньютона перетворюються на частинні розв'язки, що визначають часову еволюцію частинки з початкового стану (t = 0).
Стандартним набором змінних, що визначають положення {\displaystyle \mathbf {r} _{j}=(r_{1},r_{2},r_{3})} і швидкість {\displaystyle \mathbf {\dot {r}} _{j}=({\dot {r_{1}}},{\dot {r_{2}}},{\dot {r_{3}}})}, є декартові координати та їхні часові похідні {\displaystyle (x,y,z)} і {\displaystyle (v_{x},v_{y},v_{z})} відповідно). Визначення сил у термінах стандартних координат, взагалі кажучи, доволі тяжке.
Інший, більш ефективний підхід — використання лише такої кількості координат, яка потрібна для визначення положення частинки в просторі, враховуючи накладені на неї зв'язки і записуючи потенціальну й кінетичну енергії (іншими словами, визначається кількість ступенів вільності частинки). Енергії легше записувати і розраховувати, ніж сили, оскільки енергія є скалярною величиною, на відміну від сили, яка є величиною векторною.
Подібні координати мають назву узагальнених координат і позначаються {\displaystyle q_{j}}, кожна узагальнена координата відповідає одній ступені вільності. Відповідні часові похідні є узагальненими швидкостями {\displaystyle {\dot {q}}_{j}}. Кількість ступенів вільності не завжди відповідає розмірності простору: наприклад, системи багатьох тіл у тривимірному просторі (наприклад, маятник Бартона, планети у Сонячній системі, атоми в молекулах) можуть мати окрім поступальних ще й обертальні ступені вільності. Така кількість ступенів вільності різко контрастує з кількістю просторових координат у ньютонівських рівняннях.

#### Математичне формулювання
Радіус-вектор {\displaystyle \mathbf {r} } у деякій стандартній системі координат (декартовій, сферичній і т. д.) зв'язаний із узагальненими координатами трансформаційним рівнянням:
{\displaystyle \mathbf {r} =\mathbf {r} (q_{1},...,q_{N},t),}
де N — кількість ступенів вільності системи. Аналогічне рівняння зв'язує швидкість у стандартній системі координат і узагальнені швидкості.
Візьмемо як ілюстрацію маятник довжиною l. Легко бачити, що на таку систему накладається зв'язок у вигляді нитки або стрижня, що закріплюють висок маятника. Положення виска {\displaystyle \mathbf {r} } залежить від координат x і y в момент часу t, тобто, {\displaystyle \mathbf {r} (t)=\mathbf {r} (x(t),y(t))}, але окрім того координати x і y зв'язані між собою рівнянням в'язі (тому при зміні x змінюється y і навпаки). Отже, розумним вибором узагальненої координати буде кут відхилення маятника від рівноваги θ, тож {\displaystyle \mathbf {r} (t)=\mathbf {r} (x(\theta ),y(\theta ))=\mathbf {r} (\theta )}, причому {\displaystyle \theta =\theta (t)}, що відповідає одній ступені вільності маятника. Тоді трансформаційне рівняння для радіус-вектора матиме вигляд:
{\displaystyle \mathbf {r} (\theta (t))=\mathbf {r} (l\sin \theta (t),-l\cos \theta (t)),}
а для швидкості:
{\displaystyle {\dot {\mathbf {r} }}(\theta (t),{\dot {\theta }}(t))=\mathbf {r} (l{\dot {\theta }}\cos \theta (t),l{\dot {\theta }}\sin \theta (t)).}
У загальному випадку N узагальнених координат зв'язуються із системою n частинок за допомоги системи трансформаційних рівнянь:
{\displaystyle {\begin{array}{r c l}\mathbf {r} _{1}&=&\mathbf {r} _{1}(q_{1},q_{2},\cdots ,q_{N},t),\\\mathbf {r} _{2}&=&\mathbf {r} _{2}(q_{1},q_{2},\cdots ,q_{N},t),\\&\vdots &\\\mathbf {r} _{n}&=&\mathbf {r} _{n}(q_{1},q_{2},\cdots ,q_{N},t).\end{array}}}
Вираз для віртуального переміщення {\displaystyle \delta \mathbf {r} _{i}} для системи з незалежними від часу зв'язками є повним диференціалом:
{\displaystyle \delta \mathbf {r} _{i}=\sum _{j=1}^{N}{\frac {\partial \mathbf {r} _{i}}{\partial q_{j}}}\delta q_{j}.}
Отже, узагальнені координати формують дискретний набір змінних, що визначають конфігурацію системи. Поширюючи подібний набір на континуум, можна отримати польові змінні, наприклад, {\displaystyle \varphi (r,t)}, що являє собою залежну від положення й часу функцію густини поля.

### Принцип д'Аламбера— Лагранжа й узагальнені сили
Принцип д'Аламбера — Лагранжа вводить поняття віртуальної роботи {\displaystyle \delta A} зовнішніх сил {\displaystyle \mathbf {F} _{i}} та сил інерції у тривимірній системі n частинок, рух яких узгоджений із накладеними зв'язками. Віртуальна робота {\displaystyle \delta A} з віртуального переміщення {\displaystyle \delta \mathbf {r} _{i}} (узгодженого із зв'язками) частинки масою {\displaystyle m_{i}} дорівнює:
{\displaystyle \delta A=\sum _{i=1}^{n}(\mathbf {F} _{i}-m_{i}\mathbf {a} _{i})\cdot \delta \mathbf {r} _{i}=0,}
де {\displaystyle \mathbf {a} _{j}} — прискорення j-ї частинки. У термінах узагальнених координат:
{\displaystyle \delta A=\sum _{j=1}^{N}\sum _{i=1}^{n}(\mathbf {F} _{i}-m_{i}\mathbf {a} _{i})\cdot {\frac {\partial \mathbf {r} _{i}}{\partial q_{j}}}\delta q_{j}=0.}
Можна показати, що прикладені сили можна виразити через узагальнені сили {\displaystyle Q_{j}}, продиференціювавши віртуальну роботу за {\displaystyle \delta q_{j}}:
{\displaystyle Q_{j}={\frac {\delta A}{\delta q_{j}}}=\sum _{i=1}^{n}\mathbf {F} _{i}{\frac {\partial \mathbf {r} _{i}}{\partial q_{j}}}.}
Якщо сили {\displaystyle \mathbf {F} _{i}} консервативні, то можна ввести скалярний потенціал {\displaystyle V}, градієнт якого дорівнює тій самій силі:
{\displaystyle \mathbf {F} _{i}=-\nabla V\Rightarrow Q_{j}=-\sum _{i=1}^{n}\nabla V\cdot {\frac {\partial \mathbf {r} _{i}}{\partial q_{j}}}=-{\frac {\partial V}{\partial q_{j}}}.}
Тобто, узагальнені сили можна звести до скалярного потенціалу в термінах узагальнених координат. Цього слід було очікувати, оскільки потенціал {\displaystyle V} є функцією координат {\displaystyle \mathbf {r} _{i}}, які в свою чергу залежать від узагальнених координат. Тому, використовуючи правило диференціювання складеної функції, легко отримати попередній результат.

### Співвідношення для кінетичної енергії
Кінетична енергія {\displaystyle T} для системи n частинок визначається таким чином:
{\displaystyle T={\frac {1}{2}}\sum _{i=1}^{n}m_{i}\mathbf {\dot {r}} _{i}^{2}.}
Запишемо частинні похідні від {\displaystyle T} за узагальненими координатами {\displaystyle q_{j}} й узагальненими швидкостями {\displaystyle {\dot {q}}_{j}}:
{\displaystyle {\frac {\partial T}{\partial q_{j}}}=\sum _{i=1}^{n}m_{i}\mathbf {\dot {r}} _{i}{\frac {\partial \mathbf {\dot {r}} _{i}}{\partial q_{j}}},}
{\displaystyle {\frac {\partial T}{\partial {\dot {q}}_{j}}}=\sum _{i=1}^{n}m_{i}\mathbf {\dot {r}} _{i}{\frac {\partial \mathbf {\dot {r}} _{i}}{\partial {\dot {q}}_{j}}}.}
Оскільки {\displaystyle q_{j}} і {\displaystyle {\dot {q}}_{j}} є незалежними, то виконується таке співвідношення:
{\displaystyle {\frac {\partial \mathbf {\dot {r}} _{i}}{\partial {\dot {q}}_{j}}}={\frac {\partial \mathbf {r} _{i}}{\partial q_{j}}},}
тоді:
{\displaystyle {\frac {\partial T}{\partial {\dot {q}}_{j}}}=\sum _{i=1}^{n}m_{i}\mathbf {\dot {r}} _{i}{\frac {\partial \mathbf {r} _{i}}{\partial q_{j}}}.}
Візьмемо від цього виразу повну похідну за часом:
{\displaystyle {\frac {\mathrm {d} }{\mathrm {d} t}}{\Bigl (}{\frac {\partial T}{\partial {\dot {q}}_{j}}}{\Bigr )}=\sum _{i=1}^{n}m_{i}\mathbf {\ddot {r}} _{i}{\frac {\partial \mathbf {r} _{i}}{\partial q_{j}}}+\mathbf {\dot {r}} _{i}{\frac {\partial \mathbf {\dot {r}} _{i}}{\partial q_{j}}}=Q_{j}+{\frac {\partial T}{\partial q_{j}}}.}
Остаточно маємо таке рівняння:
{\displaystyle Q_{j}={\frac {\mathrm {d} }{\mathrm {d} t}}{\Bigl (}{\frac {\partial T}{\partial {\dot {q}}_{j}}}{\Bigr )}-{\frac {\partial T}{\partial q_{j}}}.}
Це важливе рівняння, оскільки воно вже містить закони Ньютона, але вже немає потреби знаходити сили реакції зв'язків, оскільки в рівнянні використовуються віртуальна робота й узагальнені координати, які залежать від зв'язків. На практиці це рівняння використовується нечасто, але воно грає важливу роль при виведенні рівнянь Лагранжа.

### Функція Лагранжа і функціонал дії
Основою лагранжевої механіки є функція Лагранжа (лагранжіан), яка зберігає всю інформацію про динаміку системи у вигляді дуже простого виразу. Так, для дослідження динаміки системи обирається набір відповідних узагальнених координат, визначаються кінетична й потенціальна енергії складових елементів системи, далі записується функція Лагранжа, що визначається таким чином:
{\displaystyle L=T-V,}
де {\displaystyle T} — повна кінетична енергія системи, {\displaystyle V} — повна потенціальна енергія системи.
Іншим важливим поняттям лагранжевої механіки є дія {\displaystyle S}, що визначається як інтеграл за часом від функції Лагранжа:
{\displaystyle S=\int _{t_{1}}^{t_{2}}L(q,{\dot {q}},t)\mathrm {d} t.}
Дія також зберігає інформацію про динаміку системи й має велике значення в теоретичній фізиці. З математичної точки зору дія — це функціонал: її значення залежить від повної функції Лагранжа для будь-якого моменту часу між t1 і t2. Розмірність дії збігається з розмірністю кутового моменту.
У теорії поля функція Лагранжа записується через густину лагранжіану{\displaystyle {\mathcal {L}}}:
{\displaystyle L=\int _{V}{\mathcal {L}}\mathrm {d} ^{3}r,}
тоді дія матиме такий вигляд:
{\displaystyle S=\int _{t_{1}}^{t_{2}}\int _{V}{\mathcal {L}}\mathrm {d} ^{3}r\mathrm {d} t.}

### Принцип стаціонарної дії Гамільтона— Остроградського
Нехай q0 і q1 — координати у початковий та кінцевий моменти часу t0 і t1. За допомоги варіаційного числення можна показати, що рівняння Лагранжа є прямим наслідком принципу Гамільтона — Остроградського:
Траєкторія між моментами часу t0 і t1 залишає стаціонарним функціонал дії S.
Під стаціонарністю мається на увазі незмінність першої варіації функціонала дії при малих змінах траєкторії, кінці якої (q0, t0) й (q1, t1) фіксовані. В математичній формі принцип Гамільтона — Остроградського записується так:
{\displaystyle \delta S=0.}
Таким чином, замість розглядання частинок, що прискорюються внаслідок прикладання до них деяких сил, можна розглядати частинки, що рухаються за деякою траєкторією, що залишає стаціонарним функціонал дії. Принцип Гамільтона — Остроградського часто пов'язують із принципом найменшої дії, хоча функціонал дії має залишатися лише стаціонарним, необов'язково мінімальним чи максимальним. Наприклад, якщо розглядати гармонічний осцилятор для більшого за період проміжку часу, можна помітити, що для малих ділянок траєкторії значення дії може бути мінімальним, тоді як для великих — максимальним.
Принцип стаціонарної дії може використовуватися замість законів Ньютона як фундаментальний принцип механіки, що дозволяє будувати механіку на основі інтегрального принципа замість диференціального (який складають закони Ньютона, що базуються на диференціальних рівняннях). Але слід зазначити, що принцип Гамільтона — Остроградського працює як варіаційний принцип лише для голономних зв'язків (тобто, таких зв'язків, що можна виразити у вигляді рівності типу {\displaystyle f(\mathbf {r} ,t)=0}). Для неголономних зв'язків прнинцип Гамільтона — Остроградського необхідно замінити варіаційними принципом, що ґрунтується на принципі д'Аламбера — Лагранжа для віртуальної роботи. Розгляд лише голономних зв'язків — ціна, яку ми платимо за використання елегантного варіаційного формулювання механіки.

## Рівняння Лагранжа першого роду
Лагранж запропонував і використав у механіці наступний аналітичний метод пошуку стаціонарних точок за допомогою методу невизначених множників. Отже, нехай на систему накладений зв'язок, що визначаються таким рівнянням:
{\displaystyle f(r_{1},r_{2},r_{3})=A,}
де A — константа. Тоді можна ввести рівняння Лагранжа першого роду, що виглядає таким чином:
{\displaystyle {\Bigl [}{\frac {\partial L}{\partial r_{j}}}-{\frac {\mathrm {d} }{\mathrm {d} t}}{\Bigl (}{\frac {\partial L}{\partial {\dot {r}}_{j}}}{\Bigr )}{\Bigr ]}+\lambda {\frac {\partial f}{\partial r_{j}}}=0,}
де λ — невизначений множник Лагранжа. Використовуючи варіаційну похідну {\displaystyle {\frac {\delta L}{\delta r_{j}}}={\frac {\partial L}{\partial r}}_{j}-{\frac {\mathrm {d} }{\mathrm {d} t}}{\Bigl (}{\frac {\partial L}{\partial {\dot {r}}_{j}}}{\Bigr )}} від функції Лагранжа, можна переписати рівняння так:
{\displaystyle {\frac {\delta L}{\delta r_{j}}}+\lambda {\frac {\partial F}{\partial r_{j}}}=0.}
Для m рівнянь зв'язків fα існують множники Лагранжа для кожного з цих рівнянь, тож рівняння Лагранжа першого роду можна узагальнити таким чином:
{\displaystyle {\frac {\delta L}{\delta r_{j}}}+\sum _{\alpha =1}^{m}\lambda _{\alpha }{\frac {\partial f_{\alpha }}{\partial r_{j}}}=0.}
Подібна процедура збільшує кількість рівнянь, але їх достатньо для знаходження усіх множників Лагранжа. Повна кількість рівнянь складається з кількості рівнянь зв'язків та кількості координат, тобто m + n. Перевага такого методу полягає у можливості оминути іноді доволі складну заміну змінних, що зв'язані рівняннями в'язів.
Існує зв'язок між рівняннями в'язів fα та силами їх реакції Nα, що діють у консервативній системі (тобто, сили є консервативними):
{\displaystyle N_{j}=\sum _{\alpha =1}^{m}\lambda _{\alpha }{\frac {\partial f_{\alpha }}{\partial r_{j}}}.}
| Виведення співвідношення між рівняннями зв'язків і силами |
| --- |
| Узагальнені сили зв'язків визначаються за допомоги поняття узагальненої сили таким чином: {\displaystyle N_{j}=\sum _{i=1}^{n}\mathbf {N} _{i}{\frac {\partial \mathbf {r} _{i}}{\partial q_{j}}},} тоді, використовуючи узагальнене рівняння руху в термінах кінетичної енергії: {\displaystyle Q_{j}={\frac {\mathrm {d} }{\mathrm {d} t}}{\Bigl (}{\frac {\partial T}{\partial {\dot {q}}_{j}}}{\Bigr )}-{\frac {\partial T}{\partial q_{j}}}=-{\frac {\delta T}{\delta q_{j}}}=\sum _{i=1}^{n}\mathbf {F} _{i}{\frac {\partial \mathbf {r} _{i}}{\partial q_{j}}}.} Для консервативних систем: {\displaystyle \mathbf {F} _{i}=-\nabla V_{i}+\mathbf {N} _{i},} тому: {\displaystyle {\frac {\delta T}{\delta q_{j}}}=\sum _{i=1}^{n}\mathbf {F} _{i}{\frac {\partial \mathbf {r} _{i}}{\partial q_{j}}}=\sum _{i=1}^{n}(-\nabla V_{i}+\mathbf {N} _{i}){\frac {\partial \mathbf {r} _{i}}{\partial q_{j}}}=-\sum _{i=1}^{n}\nabla V_{i}{\frac {\partial \mathbf {r} _{i}}{\partial q_{j}}}+\sum _{i=1}^{n}\mathbf {N} _{i}{\frac {\partial \mathbf {r} _{i}}{\partial q_{j}}}=-{\frac {\partial V}{\partial q_{j}}}+N_{j}.} Тоді: {\displaystyle {\frac {\delta T}{\delta q_{j}}}={\frac {\mathrm {d} }{\mathrm {d} t}}\left({\frac {\partial (L+V)}{\partial {\dot {q}}_{j}}}\right)-{\frac {\partial (L+V)}{\partial q_{j}}}=-{\frac {\delta L}{\delta {\dot {q}}_{j}}}-{\frac {\partial V}{\partial q_{j}}},} звідки легко бачити, що: {\displaystyle N_{j}=-{\frac {\delta L}{\delta {\dot {q}}_{j}}}.} Використовуючи рівняння Лагранжа першого роду, остаточно маємо: {\displaystyle N_{j}=\sum _{\alpha =1}^{m}\lambda _{\alpha }{\frac {\partial f_{\alpha }}{\partial r_{j}}}.} Отже, кожне рівняння зв'язку відповідає силі зв'язку (в консервативній системі). |

## Рівняння Лагранжа другого роду

### Рівняння Ейлера— Лагранжа
Для системи з N ступенями вільності рівняння Лагранжа містять N узагальнених координат і N узагальнених швидкостей. У лагранжевій механіці основними рівняннями руху є рівняння Лагранжа другого роду, або рівняння Ейлера — Лагранжа:
{\displaystyle {\frac {\mathrm {d} }{\mathrm {d} t}}{\Bigl (}{\frac {\partial L}{\partial {\dot {q}}_{j}}}{\Bigr )}={\frac {\partial L}{\partial q_{j}}}.}
Якщо у системі діють непотенціальні сили, рівняння Ейлера — Лагранжа матимуть такий вигляд:
{\displaystyle {\frac {\mathrm {d} }{\mathrm {d} t}}{\frac {\partial L}{\partial {\dot {q_{i}}}}}-{\frac {\partial L}{\partial q_{i}}}=Q_{i}^{\prime },}
де {\displaystyle Q_{i}^{\prime }} — узагальнена непотенціальна сила.
Хоча математичний апарат лагранжевої механіки більш складний за ньютонівську механіку, рівняння Лагранжа дають більш глибоке розуміння сутності класичної механіки: наприклад, симетрії та законів збереження. На практиці набагато легше розв'язати рівняння Лагранжа, ніж рівняння Ньютона, оскільки лагранжев підхід потребує мінімальну кількість узагальнених координат з огляду на симетрію системи, а сили реакції зв'язків вже включені до геометрії системи. Для кожної узагальненої координати потрібне лише одне рівняння Лагранжа.
У системі багатьох частинок кожна частинка може мати свою, відмінну від інших кількість ступенів вільності. У кожному з рівнянь Лагранжа T являє собою повну кінетичну енергію системи, а V — повну потенціальну енергію.

### Виведення рівнянь Лагранжа

#### Принцип Гамільтона — Остроградського
Рівняння Ейлера — Лагранжа можна вивести безпосередньо з принципу Гамільтона — Остроградського, бо вони є математично еквівалентними. З варіаційного числення відомо: якщо на певний функціонал J у вигляді
{\displaystyle J=\int _{x_{1}}^{x_{2}}F(x,y,y^{\prime })\mathrm {d} t}
накласти умову стаціонарності, то функція F задовольнятиме таке рівняння:
{\displaystyle {\frac {\mathrm {d} }{\mathrm {d} t}}{\Bigl (}{\frac {\partial F}{\partial y^{\prime }}}{\Bigr )}={\frac {\partial F}{\partial y}}.}
Тепер, якщо зробити заміни позначень:
{\displaystyle x\rightarrow t,\quad y\rightarrow q,\quad y^{\prime }\rightarrow {\dot {q}},\quad F\rightarrow L,\quad J\rightarrow S,}
легко отримати рівняння Ейлера — Лагранжа. Оскільки рівняння Гамільтона можна отримати з рівнянь Лагранжа (за допомоги перетворень Лежандра), а рівняння Лагранжа — з законів Ньютона, причому всі ці рівняння еквівалентні одні одному й підсумовують класичну механіку, то можна зробити висновок про те, що класична механіка ґрунтується на варіаційному принципі (принципі Гамільтона — Остроградського).

#### Узагальнені сили
Для консервативної системи, коли потенціальна енергія є функцією і не залежить від швидкості, рівняння Лагранжа випливають безпосередньо з узагальненого рівняння руху:
{\displaystyle Q_{j}={\frac {\mathrm {d} }{\mathrm {d} t}}{\Bigl (}{\frac {\partial {\mathcal {(}}L+V)}{\partial {\dot {q}}_{j}}}{\Bigr )}-{\frac {\partial {\mathcal {(}}L+V)}{\partial q_{j}}}={\Bigl [}{\frac {\mathrm {d} }{\mathrm {d} t}}{\Bigl (}{\frac {\partial L}{\partial {\dot {q}}_{j}}}{\Bigr )}+0{\Bigr ]}-{\Bigl [}{\frac {\partial L}{\partial q_{j}}}+{\frac {\partial V}{\partial q_{j}}}{\Bigr ]}={\frac {\mathrm {d} }{\mathrm {d} t}}{\Bigl (}{\frac {\partial L}{\partial {\dot {q}}_{j}}}{\Bigr )}-{\frac {\partial L}{\partial q_{j}}}+Q_{j},}
яке спрощується:
{\displaystyle {\frac {\mathrm {d} }{\mathrm {d} t}}\left({\frac {\partial L}{\partial {\dot {q}}_{j}}}\right)={\frac {\partial L}{\partial q_{j}}}.}

#### Закони Ньютона
Як видно з описаного нижче виведення, ніякої нової фізики не вводиться, тому рівняння Лагранжа описують динаміку класичної системи еквівалентно законам Ньютона.
| Виведення рівнянь Лагранжа з другого закону Ньютона й принципу д'Аламбера — Лагранжа |
| --- |
| Сила й виконана робота (на частинці) Нехай маємо окрему частинку маси m із радіус-вектором r, що рухається під дією прикладеної консервативної сили F, яку можна виразити як градієнт від потенціалу {\displaystyle V(\mathbf {r} ,t)}: {\displaystyle \mathbf {F} =-\mathbf {\nabla } V.} Ця сила залишається незалежною від похідної третього та вищих порядків за r. Розглянемо віртуальне переміщення частинки {\displaystyle \delta \mathbf {r} }. Механічна робота, що була вироблена прикладеною силою F, дорівнює: {\displaystyle \delta A=\mathbf {F} \cdot \delta \mathbf {r} .} З другого закону Ньютона: {\displaystyle \mathbf {F} \cdot \delta \mathbf {r} =m{\ddot {\mathbf {r} }}\cdot \delta \mathbf {r} .} Оскільки робота є величиною скалярною, ми можемо переписати це рівняння в термінах узагальнених координат і швидкостей. Ліва частина переписується так: {\displaystyle \mathbf {F} \cdot \mathbf {\delta } \mathbf {r} =-\mathbf {\nabla } V\cdot \displaystyle \sum _{i}{\partial \mathbf {r} \over \partial q_{i}}\delta q_{i}=-\displaystyle \sum _{i,j}{\partial V \over \partial r_{j}}{\partial r_{j} \over \partial q_{i}}\delta q_{i}=-\displaystyle \sum _{i}{\partial V \over \partial q_{i}}\delta q_{i}.} Для правої частини, виконуючи заміну координат на узагальнені, маємо: {\displaystyle m{\ddot {\mathbf {r} }}\cdot \delta \mathbf {r} =m\sum _{j}\left[\sum _{i}{\ddot {r_{i}}}{\partial r_{i} \over \partial q_{j}}\right]\delta q_{j}.} Тепер, інтегруючи за частинами доданки під дужками по t, а потім диференціюючи по t: {\displaystyle {\frac {\mathrm {d} }{\mathrm {d} t}}\int {\ddot {r_{i}}}{\partial r_{i} \over \partial q_{j}}\mathrm {d} t={\frac {\mathrm {d} }{\mathrm {d} t}}\left({\partial r_{i} \over \partial q_{j}}{\dot {r}}_{i}\right)-{\frac {\mathrm {d} }{\mathrm {d} t}}\int {\frac {\mathrm {d} }{\mathrm {d} t}}\left({\partial r_{i} \over \partial q_{j}}\right){\dot {r}}_{i}\mathrm {d} t={\frac {\mathrm {d} }{\mathrm {d} t}}\left({\dot {r}}_{i}{\partial r_{i} \over \partial q_{j}}\right)-{\dot {r}}{\frac {\mathrm {d} }{\mathrm {d} t}}\left({\partial r_{i} \over \partial q_{j}}\right),} можемо переписати суму так: {\displaystyle m{\ddot {\mathbf {r} }}\cdot \delta \mathbf {r} =m\sum _{j}\left[\sum _{i}\left[{\mathrm {d} \over \mathrm {d} t}\left({\dot {r_{i}}}{\partial r_{i} \over \partial q_{j}}\right)-{\dot {r_{i}}}{\mathrm {d} \over \mathrm {d} t}\left({\partial r_{i} \over \partial q_{j}}\right)\right]\right]\delta q_{j}.} Враховуючи, що: {\displaystyle {\mathrm {d} \over \mathrm {d} t}{\partial r_{j} \over \partial q_{i}}={\partial {\dot {r_{j}}} \over \partial q_{i}},\quad {\partial r_{j} \over \partial q_{i}}={\partial {\dot {r_{j}}} \over \partial {\dot {q_{i}}}},} отримаємо: {\displaystyle m{\ddot {\mathbf {r} }}\cdot \delta \mathbf {r} =m\sum _{j}\left[\sum _{i}\left[{\mathrm {d} \over \mathrm {d} t}\left({\dot {r_{i}}}{\partial {\dot {r_{i}}} \over \partial {\dot {q_{j}}}}\right)-{\dot {r_{i}}}{\partial {\dot {r_{i}}} \over \partial q_{j}}\right]\right]\delta q_{j}.} Кінетична й потенціальна енергії Тепер, змінюючи порядок диференціювання, маємо: {\displaystyle m{\ddot {\mathbf {r} }}\cdot \delta \mathbf {r} =m\sum _{j}\left[\sum _{i}\left[{\mathrm {d} \over \mathrm {d} t}{\partial \over \partial {\dot {q_{j}}}}\left({\frac {1}{2}}{\dot {r_{i}}}^{2}\right)-{\partial \over \partial q_{j}}\left({\frac {1}{2}}{\dot {r_{i}}}^{2}\right)\right]\right]\delta q_{j}.} Далі, змінюємо порядок підсумовування: {\displaystyle m{\ddot {\mathbf {r} }}\cdot \delta \mathbf {r} =\sum _{j}\left[{\mathrm {d} \over \mathrm {d} t}{\partial \over \partial {\dot {q_{j}}}}\left(\sum _{i}{\frac {1}{2}}m{\dot {r_{i}}}^{2}\right)-{\partial \over \partial q_{j}}\left(\sum _{i}{\frac {1}{2}}m{\dot {r_{i}}}^{2}\right)\right]\delta q_{j},} що можна записати таким чином: {\displaystyle m{\ddot {\mathbf {r} }}\cdot \delta \mathbf {r} =\sum _{i}\left[{\mathrm {d} \over \mathrm {d} t}{\partial T \over \partial {\dot {q_{i}}}}-{\partial T \over \partial q_{i}}\right]\delta q_{i},} де T — повна кінетична енергія системи. Використання принципа д'Аламбера — Лагранжа Рівняння для роботи записуємо так: {\displaystyle m\mathbf {\ddot {r}} \cdot \delta \mathbf {r} -\mathbf {F} \cdot \delta \mathbf {r} =\sum _{i}\left[{\mathrm {d} \over \mathrm {d} t}{\partial {T} \over \partial {\dot {q_{i}}}}-{\partial {(T-V)} \over \partial q_{i}}\right]\delta q_{i}=0.} Це виконується для будь-якого набору узагальнених переміщень {\displaystyle \delta q_{i}}, тому маємо: {\displaystyle \left[{\mathrm {d} \over \mathrm {d} t}{\partial {T} \over \partial {\dot {q_{i}}}}-{\partial {(T-V)} \over \partial q_{i}}\right]=0} для будь-якої узагальненої координати {\displaystyle \delta q_{i}}. Можемо далі спростити цей вираз, помітивши, що V є функцією лише r і t, а r залежить від узагальнених координат і t. Тому V не залежить від узагальнених швидкостей: {\displaystyle {\mathrm {d} \over \mathrm {d} t}{\partial {V} \over \partial {\dot {q_{i}}}}=0.} Тепер, якщо вставити цей результат до початкового рівняння та ввести лагранжіан {\displaystyle L=T-V}, легко отримати рівняння Лагранжа: {\displaystyle {\partial {L} \over \partial q_{i}}={\mathrm {d} \over \mathrm {d} t}{\partial {L} \over \partial {\dot {q_{i}}}}.} |
Якщо взяти {\displaystyle q_{i}=r_{i}} (тобто, в ролі узагальнених координат виступають декартові координати), то легко побачити, що рівняння Лагранжа зводяться в такому випадку до другого закону Ньютона.

### Дисипативна функція
У загальнішому випадку сили можуть бути як потенціальними, так і дисипативними. Якщо відповідне перетворення можна знайти з Fi, то можна ввести дисипативну функцію D за Релеєм у такому вигляді:
{\displaystyle D={\frac {1}{2}}\sum _{j=1}^{N}\sum _{k=1}^{N}C_{jk}{\dot {q}}_{j}{\dot {q}}_{k},}
де {\displaystyle C_{jk}} — константи, що пов'язані з коефіцієнтами затухання, але необов'язково їм дорівнюють.
Якщо D визначено так, то:
{\displaystyle Q_{j}=-{\frac {\partial V}{\partial q_{j}}}-{\frac {\partial D}{\partial {\dot {q}}_{j}}},}
тому:
{\displaystyle 0={\frac {\mathrm {d} }{\mathrm {d} t}}{\Bigl (}{\frac {\partial L}{\partial {\dot {q}}_{j}}}{\Bigr )}-{\frac {\partial L}{\partial q_{j}}}+{\frac {\partial D}{\partial {\dot {q}}_{j}}}.}

## Приклади використання

### Механічний осцилятор
У випадку класичного одновимірного механічного осцилятора (без тертя) функція Лагранжа має такий вигляд:
{\displaystyle L(x,{\dot {x}},t)={\frac {1}{2}}m{\dot {x}}^{2}-{\frac {1}{2}}kx^{2}}
{\displaystyle k-} коефіцієнт пружності.
Рівняння Лагранжа приймає вигляд:
{\displaystyle {\frac {d}{dt}}{\frac {\partial L}{\partial {\dot {x}}}}-{\frac {\partial L}{\partial x}}=m{\ddot {x}}+kx=0}
тобто такий самий, що й у випадку стандартиного підходу без використання функції Лагранжа.

### Електричний осцилятор
У випадку класичного електричного осцилятора (без втрат) функція Лагранжа має такий вигляд:
{\displaystyle L(q,{\dot {q}},t)={\frac {1}{2}}L_{0}{\dot {q}}^{2}-{\frac {1}{2C_{0}}}q^{2}}
{\displaystyle L_{0}-} індуктивність та {\displaystyle C_{0}-} ємність, LC-контуру, а {\displaystyle q-} електричний заряд.
Рівняння Лагранжа приймає вигляд:
{\displaystyle {\frac {d}{dt}}{\frac {\partial L}{\partial {\dot {q}}}}-{\frac {\partial L}{\partial q}}=L_{0}{\ddot {q}}+{\frac {1}{C_{0}}}q=0}
тобто такий самий, що й у випадку підходу, що не використовує функцію Лагранжа.

### Релятивістська механіка
Функція Лагранжа у випадку релятивістського руху вільної частинки з масою {\displaystyle m} має вигляд:
{\displaystyle L=-mc^{2}{\sqrt {1-{\frac {v^{2}}{c^{2}}}}}}
де {\displaystyle c} — швидкість світла, а {\displaystyle v} — швидкість частинки.

## Розширення механіки Лагранжа
Функцію Гамільтона (гамільтоніан), що позначається {\displaystyle \mathbf {H} }, можна отримати при виконанні перетворень Лежандра над функцією Лагранжа, які вводять нові, канонічно спряжені з первісними координатами змінні. Ці перетворення збільшують кількість змінних у два рази, але зменшують порядок диференціальних рівнянь до першого. Гамільтоніан є основою для іншого формулювання класичної механіки — гамильтонової механіки, й грає виключну роль у фізиці, особливо у квантовій механіці (див. Гамільтоніан).
У 1948 році Фейнман винайшов формалізм інтегралів вздовж траєкторій і поширив принцип найменшої дії на квантову механіку для електронів і фотонів. За цим формалізмом частинки переміщуються за всіма можливими траєкторіями між початковим і кінцевим станами; ймовірність певного кінцевого стану можна визначити за допомоги підсумовування (інтегрування) за всіма можливими траєкторіями, що закінчуються цим станом. У класичному випадку формалізм інтеграла вздовж траєкторій повністю відтворює принцип Гамільтона — Остроградського й оптичний принцип Ферма.

## Виноски
1. ↑  Голдстейн Г., Пул Ч., Сафко Дж. Классическая механика. — Ижевск : РХД, 2012. — 828 с. (§1.3. Связи.)
2. 1 2  Голдстейн Г., Пул Ч., Сафко Дж. Классическая механика. — Ижевск : РХД, 2012. — 828 с. (§1.4. Принцип Даламбера и уравнение Лагранжа.)
3. 1 2  Єжов С. М., Макарець М. В., Романенко О. В. Класична механіка. — К. : ВПЦ "Київський університет", 2008. — 480 с.
4. ↑  Голдстейн Г., Пул Ч., Сафко Дж. Классическая механика. — Ижевск : РХД, 2012. — 828 с. (§6.5. Вынужденные колебания и диссипативные силы.)
5. ↑  Вакарчук І.О. Квантова механіка. — 4-е видання, доповнене. — Л. : ЛНУ ім. Івана Франка, 2012. — 872 с. (§31. Квантова механіка та інтеґрали за траєкторіями.)
6. ↑  Фейнман Р., Хибс А. Квантовая механика и интегралы по траекториям. — М. : Мир, 1968. — 384 с.